# Монтеноте Инфериоре (Савона)
Монтеноте Инфериоре је насеље у Италији у округу Савона, региону Лигурија.
Према процени из 2011. у насељу је живело 6 становника. Насеље се налази на надморској висини од 565 м.